# Автомагістралі Індії

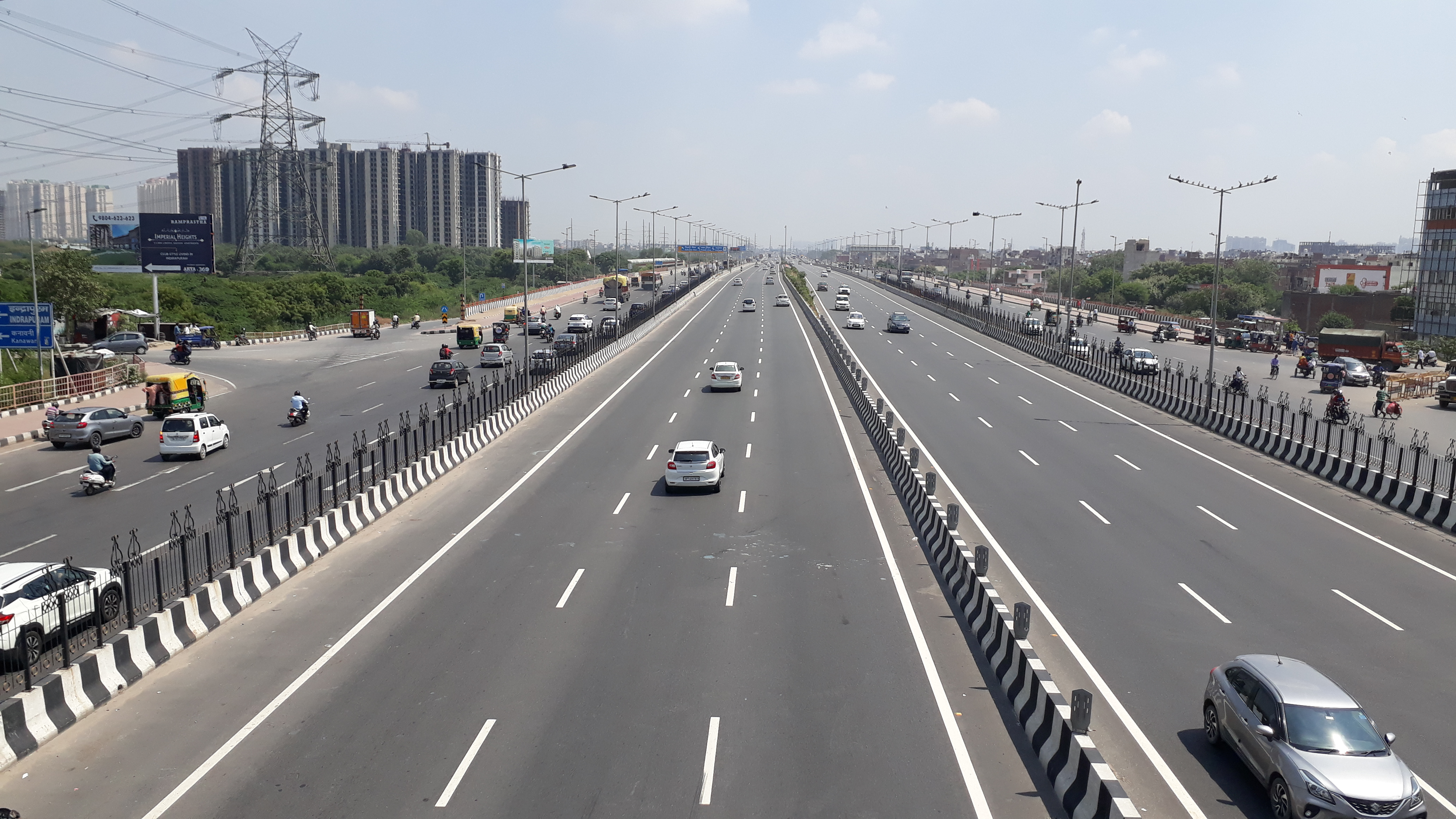
Експрес-автострада Делі-Мірут, найширша швидкісна дорога в Індії з 14 смугами руху

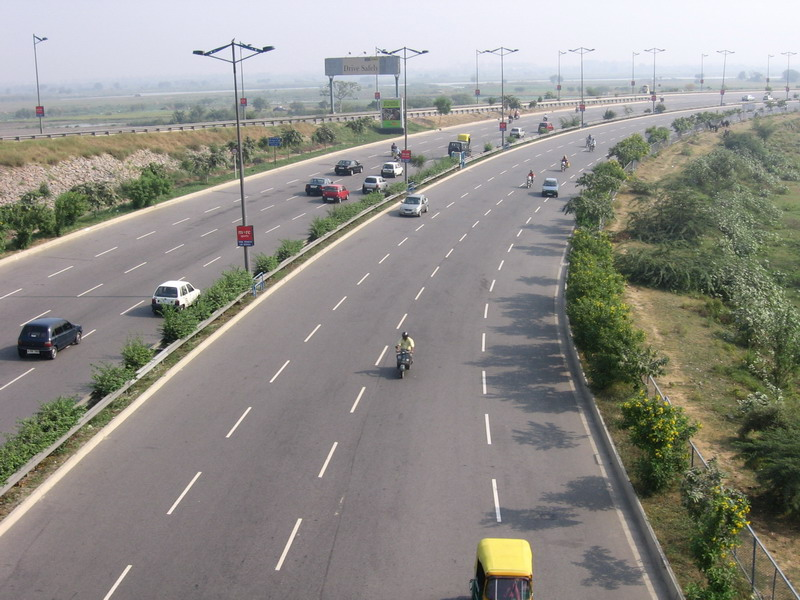
Делі–Ноїда (DND Flyway), перша в Індії швидкісна дорога з 8 смугами руху

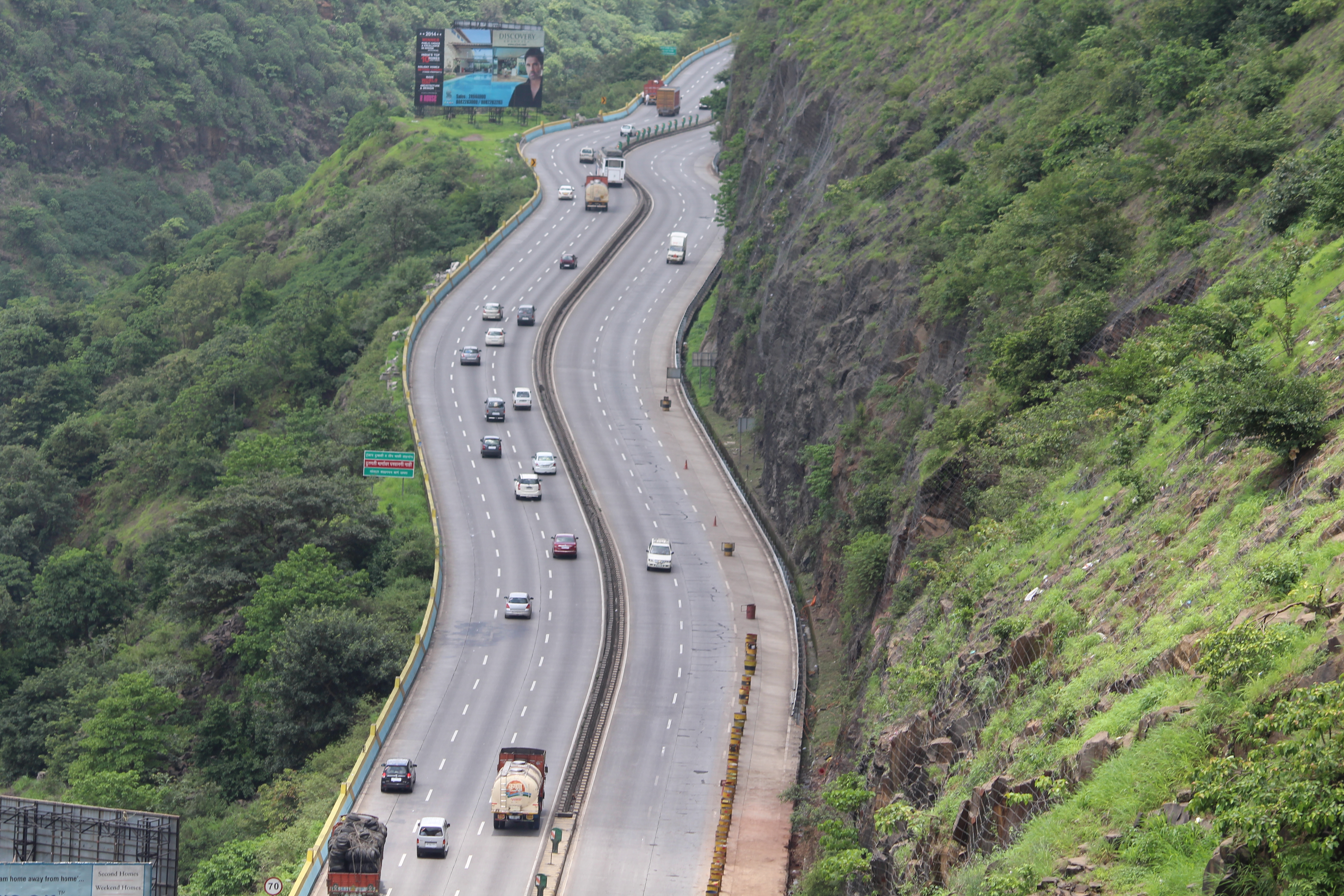
Швидкісна автомагістраль Мумбаї–Пуна, перша в Індії 6-смугова автомагістраль

Швидкісні дороги є найвищим класом доріг в Індії. Станом на лютий 2023 року загальна довжина швидкісних доріг Індії становить 4,031 кілометрів. Це автомагістралі з контрольованим доступом, де в'їзди та виїзди контролюються за допомогою пандусів, розв'язок або труб, які включені в проєкт швидкісної дороги та розраховані на максимальну швидкість 120 км/год, тоді як національні автомагістралі мають естакади. Під'їзна автомагістраль, де в'їзд і виїзд здійснюється збоку від естакади, на кожному перетині магістралі з дорогою передбачені естакади для об'їзду міського/селищного транспорту і ці магістралі розраховані на швидкість 100 км/год. Деякі дороги не є швидкісними магістралями з контрольованим доступом, але все ще офіційно називаються швидкісними, як-от швидкісна автомагістраль Біджу, ці державні автомагістралі (офіційно швидкісні автомагістралі). Швидкісна автомагістраль Мумбаї–Пуна є першою 6-смуговою швидкісною автомагістраллю в Індії, яку розпочали будувати в 2002 році. Швидкісні дороги відповідають стандартам, встановленим Конгресом доріг Індії та Бюро стандартів Індії.

## Розвиток
Швидкісні автомагістралі Грінфілд в Індії спроєктовані як швидкісні автостради з 12 смугами руху з початковою конструкцією з 8 смуг з мінімальною швидкістю 120 км/год для всіх типів транспортних засобів. У центрі швидкісних доріг зарезервовано ділянку для майбутнього розширення 4-х смуг. Грінфілд-швидкісні автомагістралі розроблені таким чином, щоб уникати населених пунктів і проходити через нові траси, щоб забезпечити розвиток нових територій і скоротити витрати на придбання землі та терміни будівництва. Швидкісна автострада Делі–Мумбаї є прикладом нового 12-смугового підходу з початковим будівництвом 8-смуг.
Проєкт Brownfield National Highway — це розширення/розвиток існуючих національних автомагістралей. Модернізація шосе є проєктом Браунфілдської швидкісної автостради, який потребує високого трафіку та є частиною як сільської, так і міської обстановки. Оновлення здійснюється з 4 смуг до 6 смуг у режимі EPC. За останні 8 років 43 000 км державних шосе було перетворено на національні.
Більшість інвестицій, необхідних для будівництва швидкісних доріг, надходить від центрального уряду. Уттар-Прадеш і Махараштра є єдиними штатами, які інвестують у будівництво швидкісних доріг через спеціалізовані корпорації.
Національне управління швидкісних доріг Індії, що діє під керівництвом Міністерства автомобільного транспорту та автомобільних доріг, буде відповідати за будівництво та обслуговування швидкісних доріг. Національний проєкт розвитку автомобільних доріг уряду Індії спрямований на розширення поточної мережі швидкісних доріг країни та планує додати ще 18 637 км нових швидкісних доріг до 2025 року, крім будівництва 4-смугових нових національних автомагістралей протяжністю 50 000 км. В даний час будівництво NHDP Phase-6 і NHDP Phase-7 триває разом з проєктом Bharatmala.

## Характеристики
Станом на липень 2022, в Індії працюють 44 швидкісні дороги загальною довжиною 4 031 км. У 2017 році в країні було лише приблизно 934 км швидкісних доріг. Усі швидкісні автомагістралі мають 6 або більше смуг з регульованим доступом, де в’їзд і виїзд контролюються за допомогою з’їздів. Індія має другу за величиною мережу доріг у світі з 6,3 мільйонами кілометрів.